# Долноселци
Долноселци (болг. Долноселци) — село в Болгарии. Находится в Хасковской области, входит в общину Ивайловград. Население составляет 4 человека.

## Политическая ситуация
Долноселци подчиняется непосредственно общине и не имеет своего кмета.
Кмет (мэр) общины Ивайловград — Стефан Иванов Танев (коалиция партий: Болгарская социалистическая партия, Болгарская социал-демократия, Земледельческий союз Александра Стамболийского, политический клуб «Фракия», объединённый блок труда) по результатам выборов.